# Anton Andreasson
Anton Stefan Andreasson, född 26 juli 1993 i Borås, är en svensk fotbollsspelare som spelar för Örgryte IS. Han är son till Elfsborgs sportchef, Stefan Andreasson.

## Karriär
Andreasson började spela fotboll i IF Elfsborg som femåring. I november 2013 flyttades han upp i A-laget. I augusti 2016 värvades Andreasson av italienska Serie D-klubben Pro Patria, där han skrev på ett ettårskontrakt.
Den 11 augusti 2017 värvades Andreasson av Jönköpings Södra IF, där han skrev på ett kontrakt säsongen ut. Den 23 augusti 2017 debuterade Andreasson i en cupmatch mot Utsiktens BK. Redan efter 15 minuter byttes han dock ut med en korsbandsskada, vilket gjorde att han missade resten av säsongen. I slutet av säsongen förlängdes Andreassons utgående kontrakt fram till sommaren 2018.
Den 3 augusti 2018 skrev Andreasson på ett kontrakt säsongen ut med Östers IF. I november 2018 skrev han på ett nytt ettårskontrakt med option på ytterligare ett år.
Den 9 december 2019 värvades Andreasson av Örgryte IS, där han skrev på ett tvåårskontrakt. Han har därefter förlängt kontraktet med ytterligare två år. I december 2023 förlängde Andreasson sitt kontrakt med ytterligare ett år. I september 2024 förlängde han sitt kontrakt i klubben fram över säsongen 2026.